# 中华人民共和国公司法
《中华人民共和国公司法》，是由中华人民共和国全国人民代表大会颁布的规范公司的组织和运作的专门法律。《公司法》就制订公司法的目的、公司法的适用范围、公司的性质与法律地位、公司的设立与组织机构、股份有限公司的股份发行与转让、公司债券、公司的财务与会计、公司的合并与分立、公司的破产解散和清算、外国公司的分支机构与法律责任等，分别作出了较为详细的规定。

## 立法简史
《中华人民共和国公司法》由1993年12月29日第八届全国人民代表大会常务委员会第5次会议通过，自1994年7月1日起施行；1999年12月25日第九届全国人民代表大会常务委员会第13次会议通过了《关于修改〈中华人民共和国公司法〉的决定》；2004年8月28日第十屆全國人民代表大會常務委員會第11次會議通過了《關於修改〈中華人民共和國公司法〉的決定》，這是全國人大常委會對本法的第2次修正；在2005年10月27日第10屆全國人民代表大會常務委員會第18次会议對本法進行重大修訂，新修訂的公司法于2006年1月1日起正式施行。
根据2013年12月28日第十二届全国人民代表大会常务委员会第六次会议通过《关于修改〈中华人民共和国海洋环境保护法〉等7部法律的决定》第3次修正，于2014年3月1日起实施最新的《公司法》。
2013年的公司法把2005年的規定股份有限公司注册资本最低限额降至500万修改了无注册资本最低限额要求
2018年10月26日第十三届全国人民代表大会常务委员会第六次会议《关于修改〈中华人民共和国公司法〉的决定》对公司法进行了第四次修正。
2023年12月29日，第十四届全国人民代表大会常务委员会第七次会议，对公司法进行了第二次修订，新修订的公司法已于2024年7月1日起生效。